# Spedizione di Pasoemah
La spedizione di Pasoemah, (1864–1868) fu una spedizione punitiva mossa dai Paesi Bassi contro la regione di Pasoemah (o Pasumah), nella parte meridionale di Sumatra, che si era ribellata al governo olandese della Compagnia delle Indie orientali. La spedizione perdurò dal 1864 al 1868 e si concluse con la vittoria degli olandesi e la repressione della rivolta.